# Тюркизмы в белорусском языке
Тюркизмы в белорусском языке (бел. цюркізмы ў беларускай мове) – слова или выражения, заимствованные белорусским языком из тюркских языков.
Тюркизмы проникали в белорусский язык в разные исторические периоды неравномерно. Выделяются два хронологически разных пласта тюркизмов: заимствования периода общеславянского и древнерусского единства и заимствования периода самостоятельной истории белорусского языка. Многие из ранних тюркских заимствований впоследствии были вытеснены синонимическими словами из западноевропейских языков или заменены местными соответствиями. Большинство тюркизмов пришло в белорусский язык на протяжении XIV–XVII вв. в результате непосредственных контактов белорусского населения с представителями тюркских народов (преимущественно с крымскими татарами) и через посредничество соседних языков – русского, украинского, польского. Начиная со времён Гедимина укрепляются непосредственные контакты торгово-экономического и военного характера между Великим княжеством Литовским и тюркскими народами, населявшими причерноморские степи. Литовские князья вели дипломатическую переписку с крымскими ханами, приглашали татар на службу в своё войско, имели от них поддержку в войнах. В Белоруссии и Литве появляются островки татарских поселений из добровольных переселенцев, пленных, ремесленного и торгового люда, вступавшего в непосредственные языковые связи с местным населением. Местные белорусские жители заимствовали из языка татар отдельные слова, которые с течением времени становились общеизвестными и начали употребляться как лексическая норма белорусского литературного языка. С того времени в белорусском языке употребляются тюркизмы бытового характера (алмаз, аршын, атлас, барсук, барыш, кабала, казак, кайданы, капшук, каўпак, кафтан, кілім, кумыс, курган, кутас, нагайка, саф’ян, султан, табар, тасьма, тафта, туман, уюк, хабар, харч, чапрак, шаравары, шацёр, юхт). Словари белорусского языка фиксируют также ряд устаревших тюркизмов (апанча, армяк, казна, камка, кісцень, таф’я). Некоторые давние тюркизмы перешли в разряд историзмов (бунчук, есаул, калчан, мурза, сагайдак, тамга, янычар, ясак, ясыр).
Среди лексики, которая разным путём заимствована из тюркских языков, в основном выделяются: названия лиц согласно административным должностям, роду занятий, вероисповеданию, физическим и духовным качествам (атаман, басурман, гайдамак, гайдук, казак, калека, рахманы, улан, чабан, янычар, ясыр); названия одежды, обуви и материалов для их изготовления (апанча, армяк, атлас, башлык, бязь, кабат, каракуль, каўпак, кафтан, кішэня, кунтуш, кутас, саф’ян, тасьма, тафта, халат, чобат, шаравары); сельскохозяйственные, природоведческие термины (аер, алыча, атава, атара, байрак, баклажан, баран, баркун, барсук, беркут, бугай, буланы, бусел, гарбуз, кабан, кабачок, кавун, качан, куга, сазан, саранча, табун, таракан, тарпан, туман, тытунь, фундук, яр); военные термины (барабан, булат, бунчук, дзіда, калчан, канчук, кінжал, кісцень, нагайка, палаш, сагайдак); бытовые слова (аркан, аршын, базар, бакалея, барыш, біклага, буры, бязмен, дыван, імбрычак, каберац, кава, кадык, кантар, капшук, кары, кілім, локшына, магарыч, саган, сургуч, сурма, тавар, тапчан, таўро, торба, харч, чапрак, чарга, чыгун, шчыгрын) и др. Каждый белорус понимает не менее чем 2 тысяч тюркских слов.
Одной из отличительных черт тюркско-татарских слов, употребляющихся в современном белорусском языке, является сингармонизм (гармония гласных). Слова, оканчивающиеся на -ан, -ун, -ук, -ык, -аш, являются морфологически неделимыми.
Некоторые белорусы имеют фамилии, которые образовались от тюркских, в основном от татарских корней: Кураш, Камай, Булгак, Бузук, Калдай, Кабак, Канчак, Давляш, Букатый, Калган, Курбека, Кардаш, Салтан, Шабаш и др.
Из многочисленных ономастических названий, попадающихся на карте Беларуси, очень частыми являются те, которые образованы от слов татарин либо турок: Татары, Татарская, Татарск, Татарщина, Татарка, Татарщизна, Татарковичи, Татарья и др. Этнонимическая основа татар- выявляется в 14 географических названиях, которые служат для обозначения 47 населённых пунктов. От существительных турок, турки, которыми предки белорусов долгое время называли многочисленные тюркские племена и народы, в Беларуси названо также несколько поселений: Турки, Турковская Слобода, Турчанка, Турковщина, Турец, Турок и др. В Беларуси встречаются и другие топонимические названия, возникшие от тюркских, в основном от татарских корней: Шайбаково, Чаусы, Орда, Баево, Карацк, Огдемер, Болбасово, Балашевичи, Балажевичи, Баштан, Мамайки, Шайтерово, Шариба, Шарибовка, Туганы, Койданово, Бабаевичи, Булгары и др.